# 니카이도역
니카이도역(일본어: 二階堂駅)은 일본 나라현 덴리시에 위치한 긴키 닛폰 철도 덴리 선의 철도역이다. 역 번호는 H 33이며, 섬식 승강장 1면 2선의 구조를 갖춘 지상역이다.

## 타는 곳
| 1 | H 덴리 선 | 하행 | 덴리 방면 |
| 2 | H 덴리 선 | 상행 | 야마토사이다이지 · 나라 · 교토 · 야마토야기 · 가시하라진구마에 · 오사카난바 · 아마가사키 · 고베산노미야 방면 |

## 이용 현황
- 2005년 11월 8일 : 4,033명
- 2008년 11월 18일 : 3,843명
- 2010년 11월 9일 : 3,752명
- 2012년 11월 13일 : 3,581명
- 2015년 11월 10일 : 3,532명

## 역 주변
- 니시메이한 자동차도 고리야마 나들목

## 인접 역
| 긴키 닛폰 철도 H 덴리 선   | 긴키 닛폰 철도 H 덴리 선 | 긴키 닛폰 철도 H 덴리 선 |
| -------------------------- | ------------------------ | ------------------------ |
| H32 히라하타 히라하타 방면 | H 덴리 선                | 센자이 H34 덴리 방면     |